# Gustaw Jeleń
Gustaw Jeleń (Gustlik) – postać literacka z książki Janusza Przymanowskiego Czterej pancerni i pies, a także postać filmowa z polskiego serialu telewizyjnego pod tym samym tytułem (1966–1970).

## Życiorys
Syn Wilhelma. Pochodził z Ustronia na Śląsku Cieszyńskim, gdzie przed wojną pracował jako kowal. Jako Ślązak został siłą wcielony do Wehrmachtu, w którym był czołgistą. Podczas kampanii przeciwko ZSRR zdezerterował i przeszedł na stronę sowiecką. W ten sposób został żołnierzem polskiej brygady pancernej i członkiem załogi czołgu „Rudy” porucznika Jarosza. W czołgu pełnił funkcję ładowniczego, a potem (od odcinka 16, gdy załoga dostała nowy, 5-osobowy czołg) – działonowego. Spośród załogi odznaczał się niezwykłą siłą i poczuciem humoru. Wojnę zakończył w stopniu sierżanta. Po wojnie ożenił się z Honoratą.
W serialu w rolę Gustlika wcielił się Franciszek Pieczka. Gustlik to śląskie zdrobnienie imienia Gustaw.

## Odznaczenia (chronologicznie)
- Krzyż Walecznych – za bohaterskie czyny w walce z niemieckim najeźdźcą (odc. 5. „Rudy”, Miód i Krzyże);
- Odznaka za Rany i Kontuzje – Gustlik został ranny po tym, jak w odc. 6. Most jego czołg został trafiony (lub wjechał na minę) w trakcie walk w Warszawie. Gustlik nosi odznakę w odc. 7.
- Brązowy Medal „Zasłużonym na Polu Chwały” – za zniszczenie amunicji nieprzyjaciela na pierwszej linii (odc. 13. Zakład o śmierć).

## Stopnie wojskowe
- żołnierz (niem. Soldat) – w czasie przymusowej służby w hitlerowskim wojsku
- szeregowiec – po zaciągnięciu się do armii – odcinek 1
- kapral – w lipcu 1944 po wyruszeniu na front – odcinki 2-6
- plutonowy – w grudniu 1944 za walki w szeregach 1. BPanc – odcinki 6-20
- sierżant – w maju 1945 prawdopodobnie za Akcję „Hermenegilda” lub udział w walkach o Berlin – odcinek 21

## Pierwowzory historyczne
Postać Gustlika jest nawiązaniem do obywateli polskich, którzy wbrew własnej woli zostali zmuszeni do służby w Wehrmachcie. W Wojsku Polskim na Froncie Wschodnim służyło ok. 3000 Polaków walczących uprzednio w szeregach hitlerowskich sił zbrojnych.
Jednym z pierwowzorów Gustawa miał być Ernest Jeleń, który następnie dowodził czołgiem w kompanii T-34-85 por. Pawła Dobrynina w 4PCzC.